# Robecchetto con Induno
Robecchetto con Induno é uma comuna italiana da região da Lombardia, província de Milão, com cerca de 4.320 habitantes. Estende-se por uma área de 13 km², tendo uma densidade populacional de 332 hab/km². Faz fronteira com Castano Primo, Turbigo, Cuggiono, Galliate (NO).

## Demografia
| Variação demográfica do município entre 1861 e 2011                               |
|                                                                                   |
| Fonte: Istituto Nazionale di Statistica (ISTAT) - Elaboração gráfica da Wikipedia |